# Ischnopteris
Ischnopteris är ett släkte av fjärilar. Ischnopteris ingår i familjen mätare.

## Bildgalleri

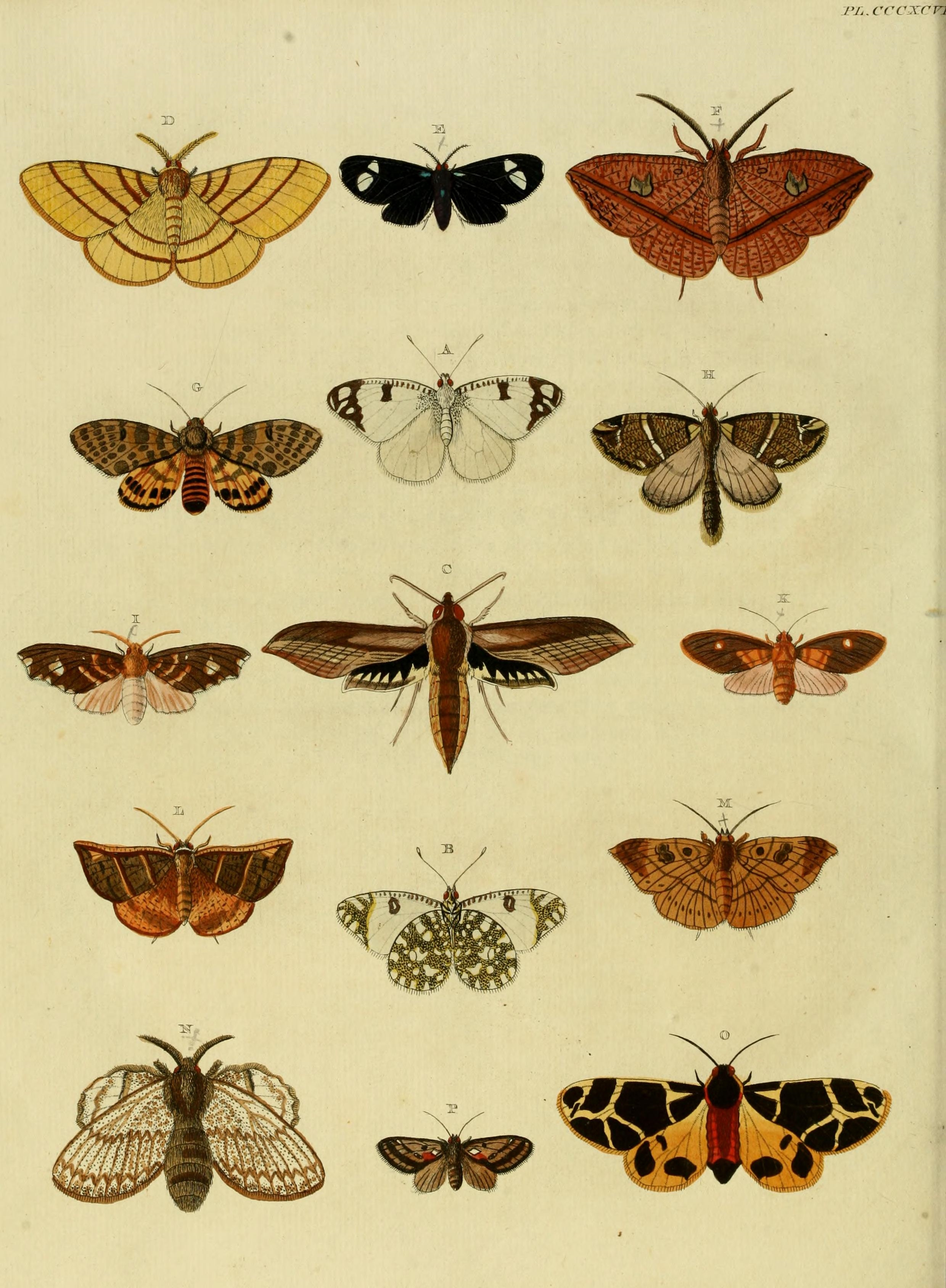

## Dottertaxa tillIschnopteris, i alfabetisk ordning[1]
- Ischnopteris abnormipalpis
- Ischnopteris albiguttata
- Ischnopteris apicemaculata
- Ischnopteris aurudaria
- Ischnopteris bifinita
- Ischnopteris brunneoviridis
- Ischnopteris bryifera
- Ischnopteris callistrepta
- Ischnopteris catocalata
- Ischnopteris chlorata
- Ischnopteris chloroclystata
- Ischnopteris chlorophaearia
- Ischnopteris chlorosata
- Ischnopteris choritis
- Ischnopteris chryses
- Ischnopteris commixta
- Ischnopteris conjungens
- Ischnopteris costiplaga
- Ischnopteris degener
- Ischnopteris discolor
- Ischnopteris dispar
- Ischnopteris fabiana
- Ischnopteris festa
- Ischnopteris festiva
- Ischnopteris fidelis
- Ischnopteris illineata
- Ischnopteris inconspicua
- Ischnopteris juvencata
- Ischnopteris marmorata
- Ischnopteris mediosecta
- Ischnopteris miseliata
- Ischnopteris multistrigata
- Ischnopteris obfuscata
- Ischnopteris obsoleta
- Ischnopteris obtortionis
- Ischnopteris ochroprosthia
- Ischnopteris ockendeni
- Ischnopteris pallidicosta
- Ischnopteris pexatata
- Ischnopteris praeluteata
- Ischnopteris prognata
- Ischnopteris pronubata
- Ischnopteris rostellaria
- Ischnopteris seriei
- Ischnopteris speculifera
- Ischnopteris stenoptila
- Ischnopteris trimaculata
- Ischnopteris variegata
- Ischnopteris velledata
- Ischnopteris viriosa
- Ischnopteris xylinata